# Preuit Oaks
Preuit Oaks es una  histórica casa de plantación ubicada cerca de Leighton en el condado de Colbert, Alabama, Estados Unidos.

## Historia
La casa fue construida en 1847 por el Dr. John S. Napier, en un terreno originalmente propiedad de su suegro. La casa y el terreno se vendieron en 1851 a W. Richard Preuit, quien convirtió la propiedad en una gran plantación de algodón. En su apogeo en 1860, la plantación cubría 1.500 acres (600 ha); Después de la Guerra Civil, su productividad disminuyó y las propiedades de Preuit se habían reducido a solo 400 acres (160 ha) tras su muerte en 1882. La casa ha permanecido en la familia desde entonces.
La casa fue incluida en el Registro de Monumentos y Patrimonio de Alabama en 1978 y en el Registro Nacional de Lugares Históricos en 1986.

## Descripción
La casa es una estructura de 1 1⁄2 pisos con tejado a dos aguas salpicado por dos ventanas abuhardilladas en la fachada frontal. Un pórtico con frontón sostenido por columnas cuadradas cubre la puerta de entrada doble, que está rodeada de luces laterales y un travesaño. Doce sobre doce ventanas de guillotina se encuentran a ambos lados del pórtico. La casa tiene un plan de pasillo central con dos habitaciones a cada lado. Se proyecta una adición de un piso con techo de cobertizo desde la parte trasera de la casa. Además de la casa, el complejo también contiene 14 edificios y estructuras construidas entre 1850 y 1890, que incluyen una oficina, cocina, casa de cocinero, cunas de maíz, granero, casa de desmotadora, casa de inquilinos , ahumadero, herrería y el cementerio familiar.